# Marszałkowie pruscy
Jest to chronologiczna lista rycerzy  zakonu krzyżackiego sprawujących funkcję marszałka na terenie Prus od przybycia rycerzy zakonnych na te tereny, do roku 1288.

## Marszałkowie pruscy
- Dytryk von Bernheim 1230–1240
- Berlewin von Freiberg 1240–1243 lub 1244
- Henryk Botel 1246–1260
- Werner von Battenberg 1262
- Dytryk von Sirbis 1262–1263
- Fryderyk von Holdenstedt 1264–1270
- Konrad von Thierberg Starszy 1270–1273
- Konrad von Thierberg Młodszy 1273–1283
- Helwig von Goldbach 1285–1288
- Konrad von Thierberg Młodszy 1288